# روبرت فورد
روبرت فورد (بالإنجليزية: Robert Ford)‏ هو سياسي أمريكي، ولد في 26 ديسمبر 1948 في نيو أورلينز في الولايات المتحدة. حزبياً، نشط في الحزب الديمقراطي. وقد انتخب عضو مجلس ولاية كارولاينا الجنوبية.